# Kainov ožiljak
Kainov ožiljak je istorijski roman Dejana Stojiljkovića i Vladimira Kecmanovića, izdat 2014. godine u izdavačkoj kući Laguna

## Sinopsis
Radnja romana je smeštena pred početak Drugog svetskog rata u Berlinu.
Ivo Andrić je u diplomatskoj misiji kao ambasador Kraljevine Jugoslavije. U Nemačkoj tada je na vlasti nacistički vođa firer Adolf Hitler. Dan posle prijema kod Hitlera, Andrić na zgarištu ispred Berlinske opere pronalazi do pola izgorenu zbirku pesama "Kainov ožiljak". Autor zbirke je austrijski nacista rođen u Bosni, a koji je misteriozno nestao u Noći dugih noževa. 
Ambasador Andrić angažuje pukovnika Vauhnika, vojnog atašea i obaveštajca da mu sazna detalje o autoru knjige.
Istovremeno kreću diplomatske i špijunske igre između Nemačke i Kraljevine Jugoslavije koje će imati tragičan ishod u potpisivanju Trojnog pakta. 
Vauhnikovu istragu primećuje izvesni Albreht Ditrih, zvanično - novinar bez stalnog zaposlenja, a nezvanično prvi saradnik Himlera, komandanta Gestapoa. Ditrih poziva ambasadora Andrića na neformalni razgovor i, uz mnogo popijenog alkohola, obaveštava ga da im je poznato Andrićevo interesovanje za pisca Štefana Krausa, čiju spaljenu knjigu je Andrić našao. Ivo Andrić, svestan kakav bi to diplomatski skandal moglo da izazove, pristaje na sadističke igre mračnog policajca.
Kroz celu priču provlači se paralela sa Andrićevom knjigom Prokleta avlija koju on za vreme svog diplomatskog angažmana u Berlinu pokušava da dovrši. Upravo u liku Ditriha, Andrić pronalazi inspiraciju za lik Karađoza, ćudljivog policajca iz knjige "Prokleta Avlija".
Rat je uveliko počeo u Poljskoj i Andrić koristi svoj diplomatski uticaj da skoje kolege pisce i prijatelje Jevreje bezbedno skloni, i time opet upada u oči Nemačkoj obaveštajnoj službi.
Na njegovu sreću, čovek koji Andriću ledi krv u žilama, novinar Ditrih, neobjašnjivo uzima ambasadora u zaštitu i pomaže mu da pomogne svojim prijateljima, a za uzvrat traži samo još jedan susret u kafani, i Andrićevo obećanje da će zaboraviti na diplomatsku samokontrolu pri konzumiranju alkohola.
Te noći, posle popijeno mnogo rakije, Ditrih se konačno otvara Andriću i priznaje da je on sam ubio pisca knjige "Kainov ožiljak". Ali, da ga je ubio u prenesenom značanju, jer, upravo je Albreht Ditrih nekadašnji Štefan Kraus. On tada priznaje Andriću da je morao da "ubije" svoj stari identitet i sve što je on predstavljao, a da je jedina zaostavština tog čina upravo knjiga "Kainov ožiljak" metaforično nazvana po ožiljku koji je Kain doživotno nosio zbog ubistva brata.

## Likovi
- Ivo Andrić - Vrstan diplomata, ugledni intelektualac i književnik, dobitnik Nobelove nagrade za književnost ovde je u ulozi ambasadora Kraljevine Jugoslavije.
- Adolf Hitler - U romanu je predstavljen kao "Veliki Inkvizitor", kao čovek koji više veruje u svoje ideje i predrasude nego u njega samog. Andriću je delovao kao bolesnik i mučenik pre nego kao neumoljivi diktator u čijim vlažnim šakama počiva sudbina Evrope.
- Hajnrih Himler - nemački Rajhsfirer, prvi čovek SS-a, okultni posvećenik koji je verovao da je reinkarnacija germanskog kralja Hajnriha Prvog zbog čega je dobio nadimak Ptičar. On je drugi čovek nemačkog Rajha, odmah posle Hitlera, jedan je od tvoraca nacističke doktrine krvi i tla koja je svoje osnove imala u okultnim i bizarnim učenjima o Germanima kao potomcima arijevskih bogova koji su živeli na Zemlji u osvitu vremena.
- Albreht Ditrih - Andrićev Karađoz, novinar koji radi za Gestapo i odgovara direktno Himleru. Plaše ga se svi osim Firera. Nekada se zvao Štefan Krajski.
- Andreas - Ditrihov potrčko i telohranitelj.
- pukovik Vauhnik- vojni ataše kraljevine Jugoslavije
- knez Pavle-knez

## Predstava prema romanu
Predstava “Kainov ožiljak” u režiji Juga Radivojevića bila je premijerno izvedena 1. februara na sceni Šabačkog pozorišta povodom obeležavanja 175 godina pozorišnog života u tom gradu. Dramatizaciju je uradio Spasoje Ž. Milovanović.
Kainov ožiljak na zanimljiv i uzbudljiv način govori o misiji Ive Andrića kao ambasadora Kraljevine Jugoslavije u nacističkoj Nemačkoj. Lik diplomate i književnika tumači Vladimir Milojević, dok su uloge Hitlera i ostalih nacista poverene ženama. „Kainov ožiljak, u jednom metaforičkom smislu, jeste priča o nepostojanosti dobra i tvrdokornosti zla, s druge strane, Kainov ožiljak je prokletstvo koje nosi svaki čovek i sve što je čovek stvorio. U priči o Andrićevim godinama u Berlinu, gde je urušena i podeljena država poslala svog velikog umetnika da se cenka sa đavolom i pokuša da urazumi nerazumne, ovaploćuje se teza o nemoći običnog čoveka spram cikličnih nasrtaja zla. A dvadeseti vek, u kome je Ivo Andrić proveo veći deo svog života, može se slobodno nazvati Vekom zla. Ipak, iako u nemogućoj situaciji, Andrić, humanista i pisac, uspeva da sačuva čoveka u sebi i to je možda najsnažnija poruka koju nam je poslao, kako svojim držanjem u Berlinu, tako i svojim romanom “Prokleta avlija” na koji je nedvosmisleno uticalo berlinsko iskustvo koje je sam Andrić smatrao najtežim i najmučnijim delom svog života.

## Spoljašnje veze
- Zvanični sajt IP Laguna
- INTERVJU: VLADIMIR KECMANOVIĆ, DEJAN STOJILJKOVIĆ, pisci
- Premijera predstave "Kainov ožiljak" u Šabačkom pozorištu